# Cape Cornish
Cape Cornish är en udde i Antarktis. Den ligger i Östantarktis. Nya Zeeland gör anspråk på området. Cornish ligger på ön Buckle Island.